# Gladö kvarn (ort)
Gladö kvarn är en tätort i Huddinge kommun, Stockholms län, belägen vid norra sidan av Kvarnsjön. Tätorten består huvudsakligen av villa- och fritidshusbebyggelse.

## Namnet
Namnet härrör troligen från fornsvenskans glada med betydelsen "glänta", "öppen plats" men även "vattenpöl", "skogssjö". Namnet med innebörden "öppen plats" passar bra för det område som kallas Gladö gärde.

## Historik

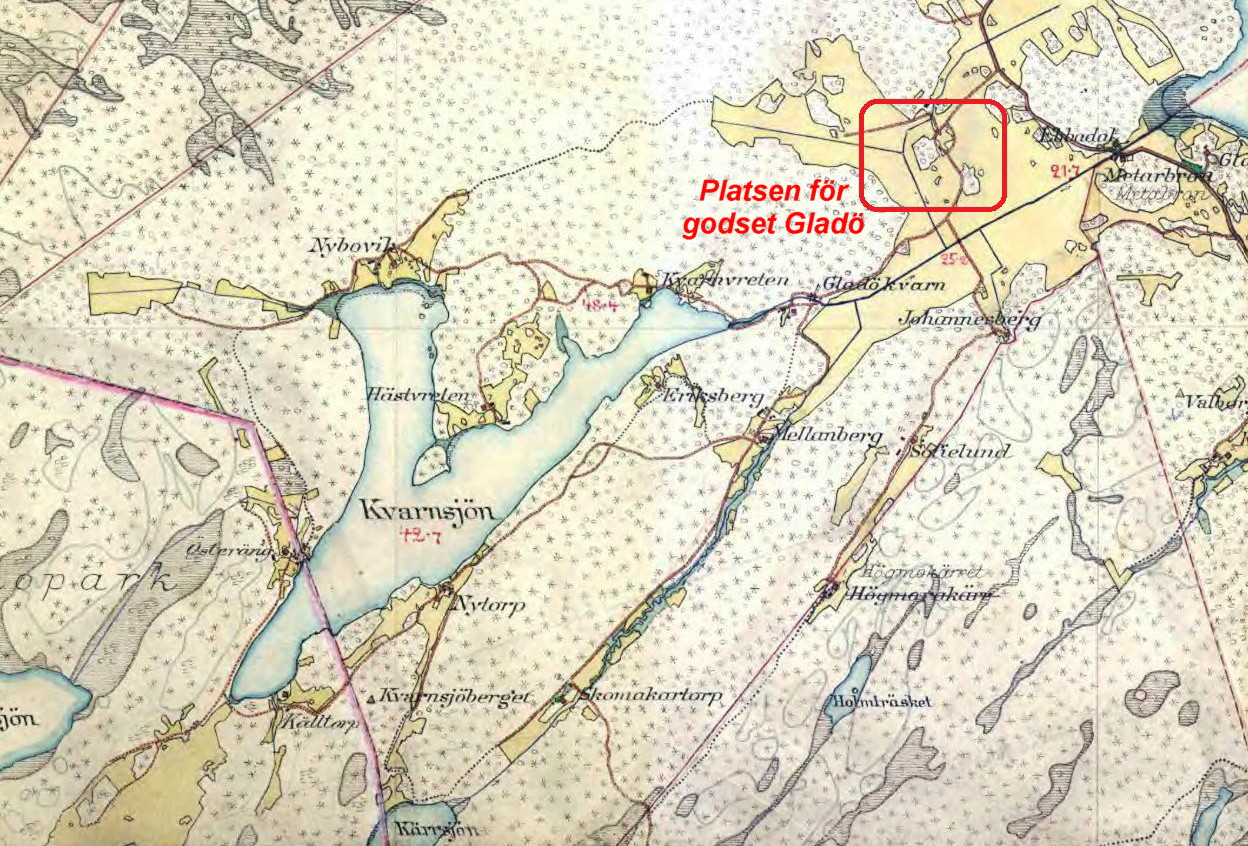
Kvarnsjön och Gladö kvarn omkring år 1900 med platsen för gamla Gladögodset.

En vattenkvarn vid namn Gladö Kvarn är omnämnd redan 1331 i en förteckning över Strängnäs domkyrkas tillgångar. Kvarnen i Gladö hade 1330 testamenterats till Strängnäs domkyrka av kaniken Brynjulf. Då Johan Stokleet 1384 kapte en kvarn i Gladö fanns troligen flera kvarnar i strömmen här, en kvarn tillhörig domkyrkan omtalas även senare i Gladö och i samband med en tvist 1474 omtalas flera kvarnar i Gladö. I tvisten 1474 fastslogs att gården i Gladö då stod på Strängnäs domkyrkas mark och att hans gård endast innehades på arrende. 
Jon Jönsson som innehade gården i början av 1500-talet slogs till väpnare och innehade 1503-1517 Gladö som sätesgård. Gustav Vasa drog senare in den till kronan och förlänade den till fogden Erik Larsson. 1533 förlänades den i stället åt stockholmsborgaren svarte Svens son Per Svensson (Svart), som var närmaste efterlevande släkting till Jon Jönsson som avled 1519. Han erhöll 1534 tillstånd att köpa Gladö från kronan och att ha adlats från 1553 innehade han Gladö som sätesgård.
På 1700-talets lantmäterikartor anges platsen för gårdens huvudbyggnad. Gladö gamla tomt ligger strax öster om samhället, där vägen till Kvarnsjön gör en tvär sväng. Idag består tomten av minst tre husgrunder med övervuxna spismursrösen (RAÄ-nummer Huddinge 239:1).
På grund av god tillgång av vattenkraft från Kvarnsjön anlades här på 1500-talet en vattendriven såg, en så kallad sågesqwärn (sågkvarn), senare även mjölkvarn. Den senare revs dock på 1940-talet och dess fundament sitter nu kvar i bäckfåran. År 1527 donerade Gustav Vasa "en Cronones gård, benämpd Gladöö" till fogden i Tälje län, Erik Larsson, mot att kungen årligen fick "100 tolfter sågebräder". Under 1600-talet övertogs Gladö av nybyggda Sundby gård och blev Sundbys nya huvudgård.
Till Gladö hörde även några torp, bland dem Kvarnvreten, Hästvreten, Nytorp och Mellanberg som finns fortfarande bevarade medan Eriksberg, Skomakartorp, Österäng och Nybovik ej längre existerar.
Kvarnbäcken nyttjades under 1900-talets början för produktion av elkraft i en mindre kraftstation. Anläggningen förföll när gården blev spekulationsobjekt. Byggnaden stod kvar fram till 1940-talet. Idag återstår endast rester av en vattentub en bit uppströms från kvarnruinen.
På 1950-talet styckades marken norr om Kvarnsjön och på Hästvretens halvö till tomter för bebyggelse med fritidshus. Sedan dess har allt fler fritidshus förvandlats till permanent boende. År 2015 fanns 442 fastigheter i Gladö kvarn. Av dessa var 269 permanent bebodda, 158 var fritidshus och 15 stod obebodda.

## Omvandling av Gladö kvarn
Det tidigare fritidshusområdet håller på att omvandlas till permanent boende. Huddinge kommun har därför beslutet att  genomföra utbyggnad av ett gemensamt vatten- och avloppssystem samt en ny- och ombyggnad av befintligt vägnät. Arbetet skall bedrivas i flera etapper. En detaljplan för området vann laga kraft i oktober 2013 och genomförandetiden är satt på 15 år från och med oktober 2015.

## Bilder
Historisk bebyggelse

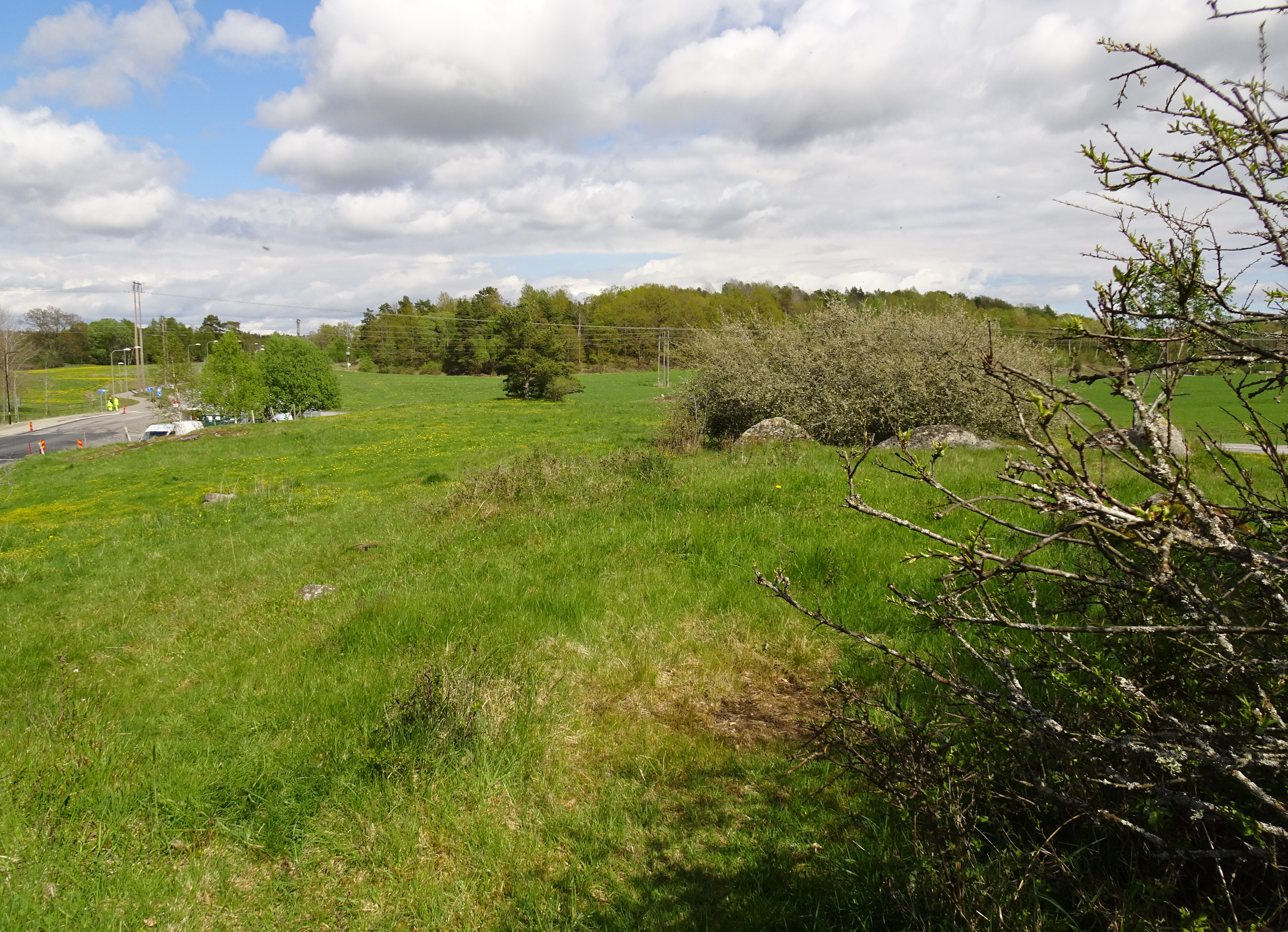
Gladö gamla tomt
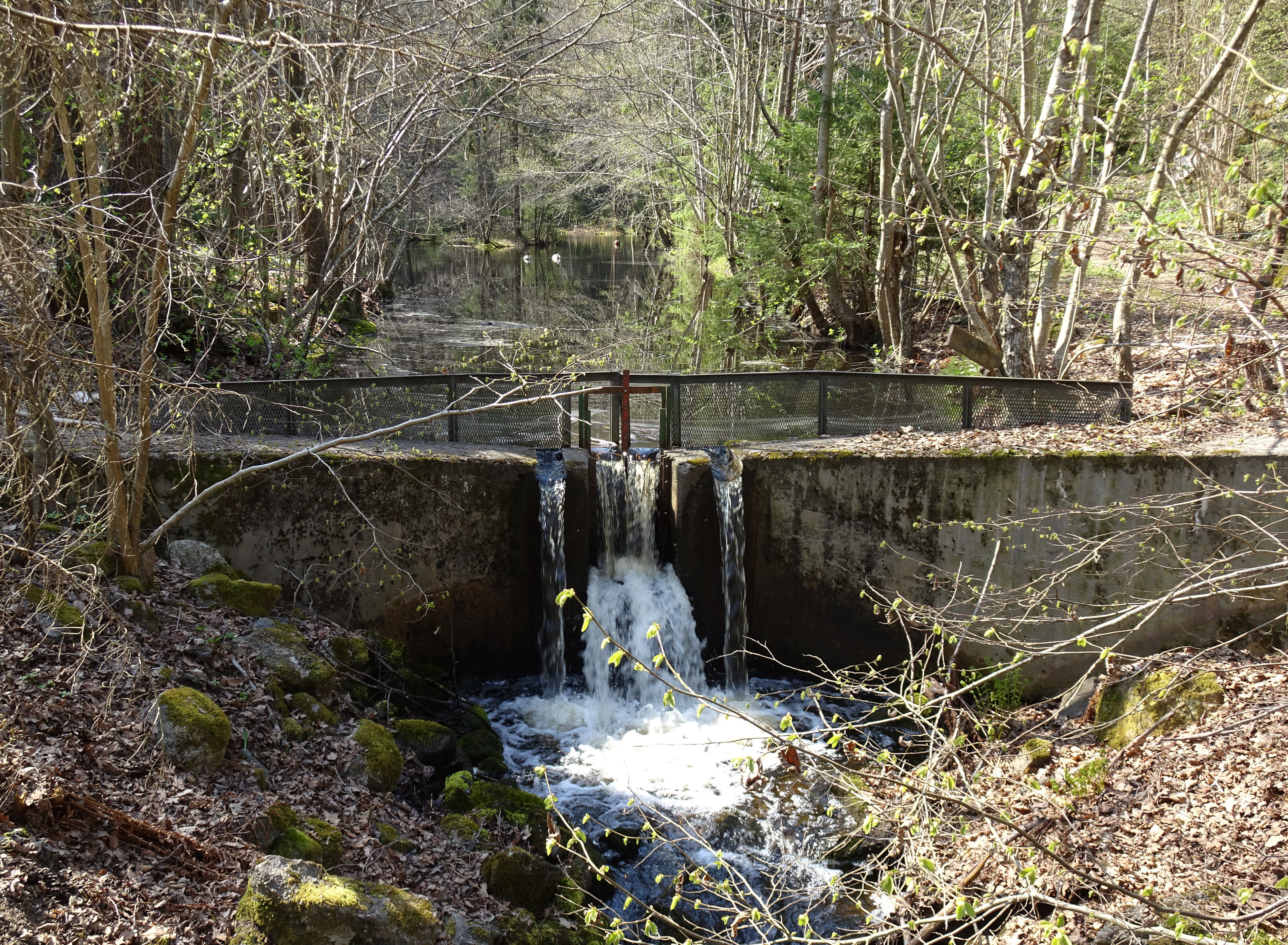
Kvarnbäcken
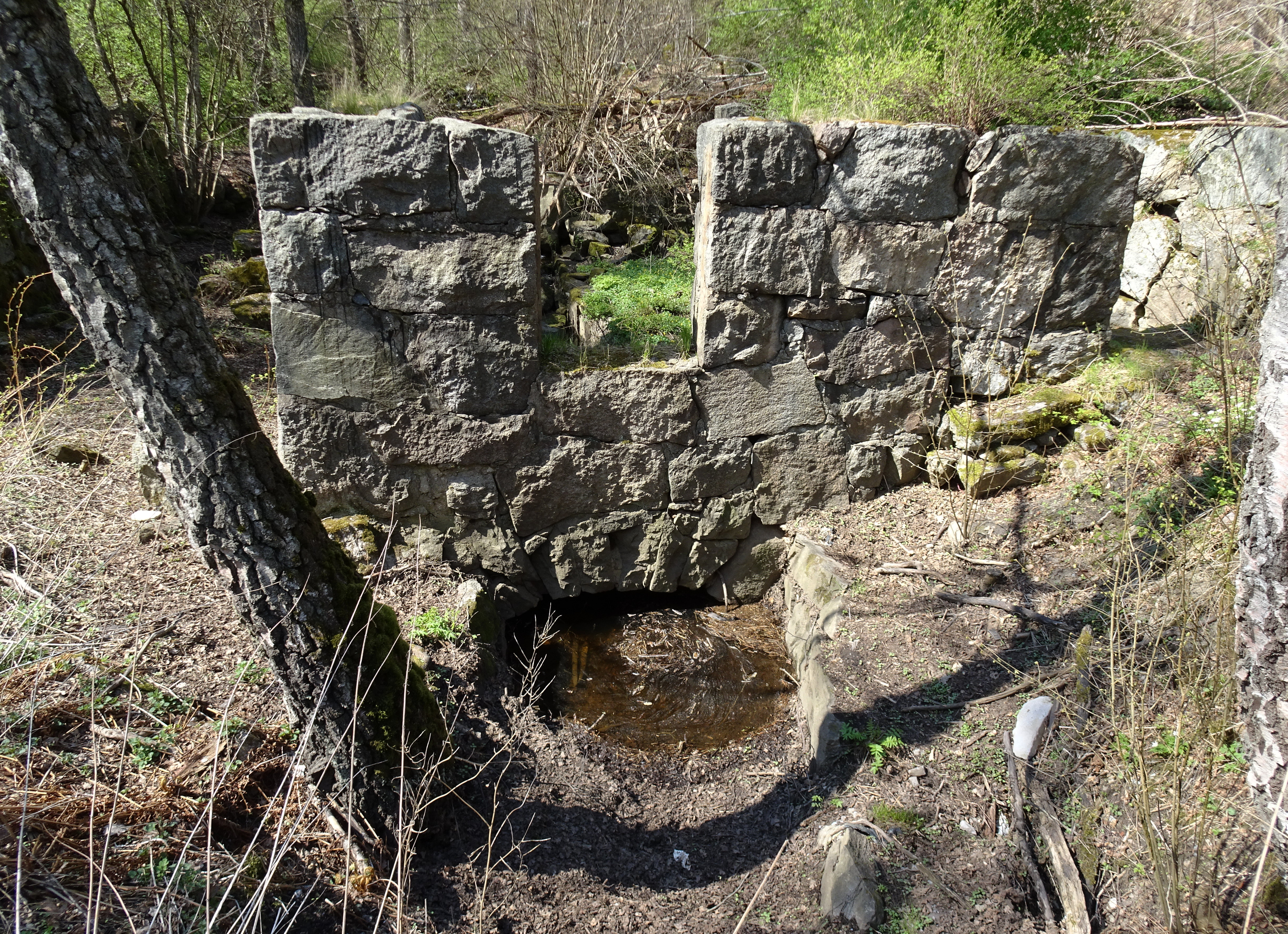
Kvarngrunden
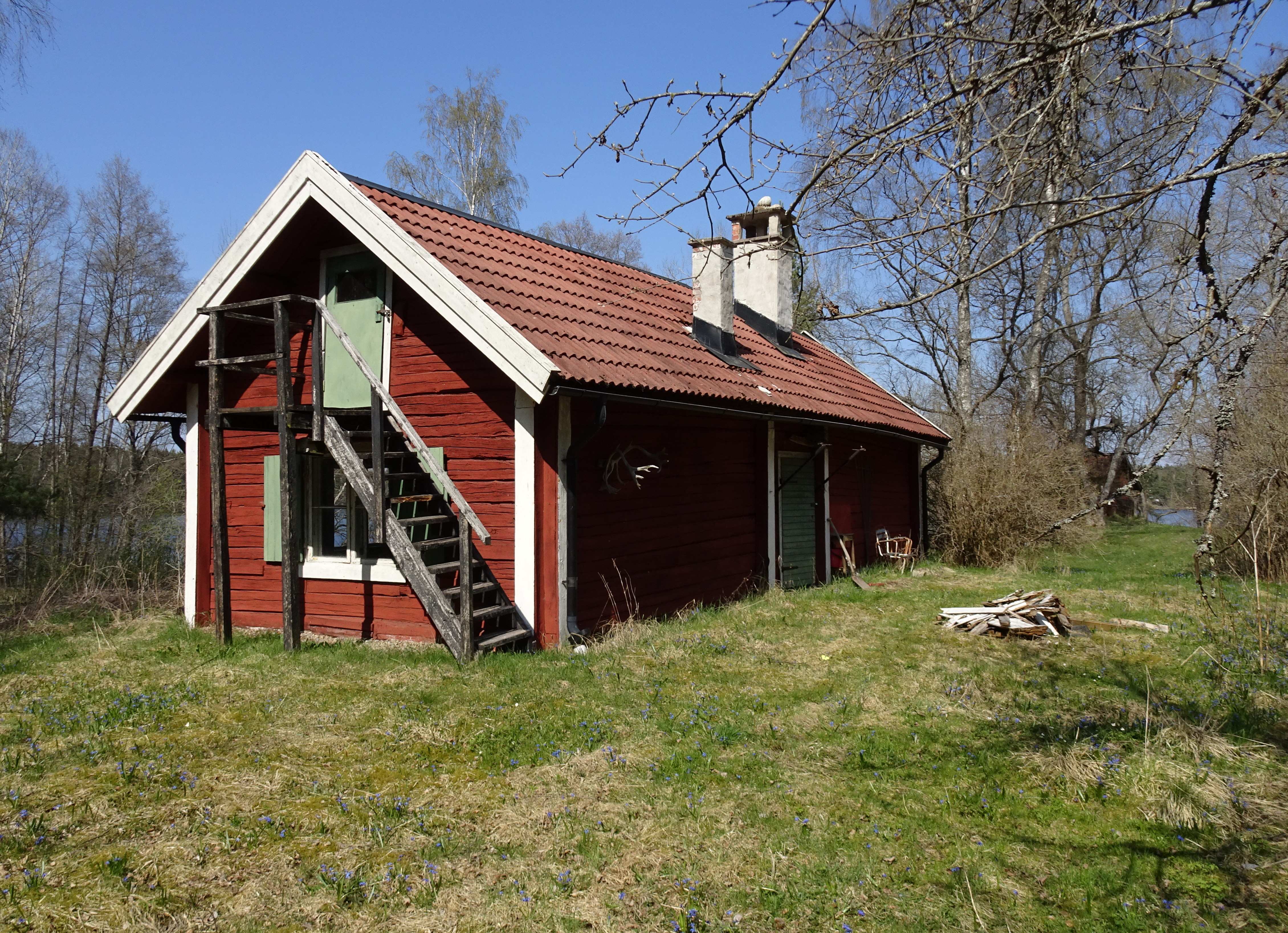
Nytorp
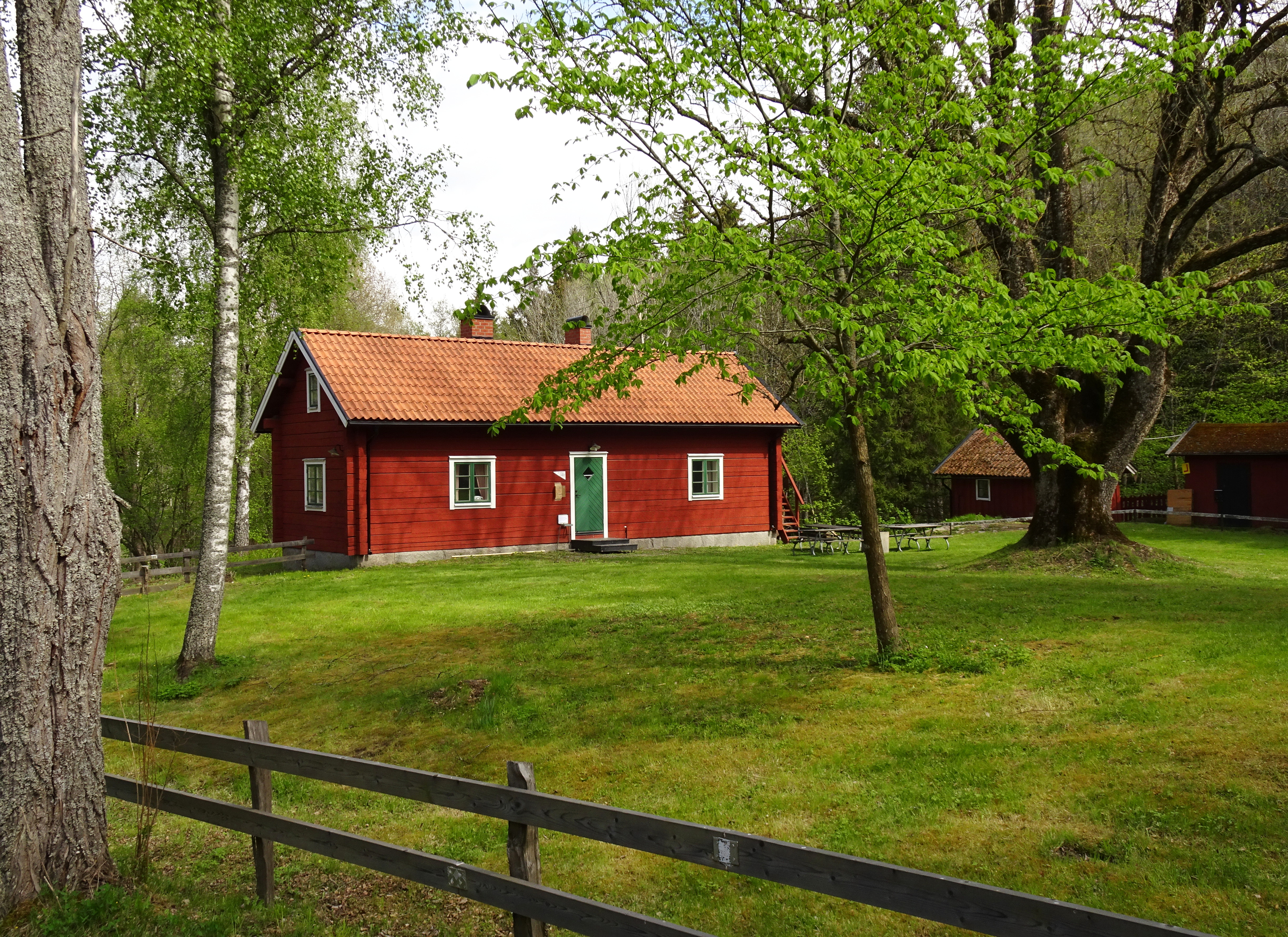
Mellanberg

Nutida bebyggelse

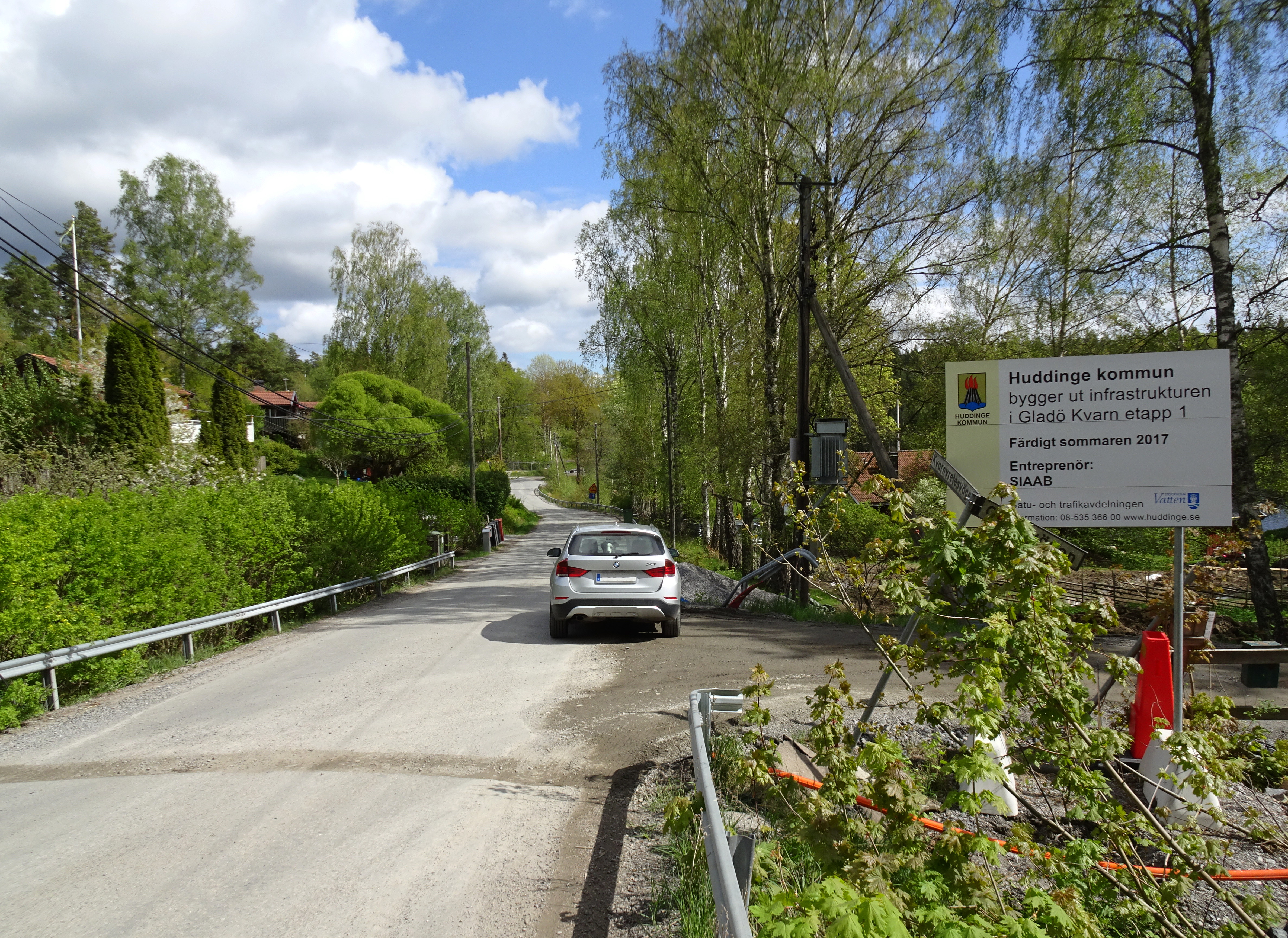
Gladövägen
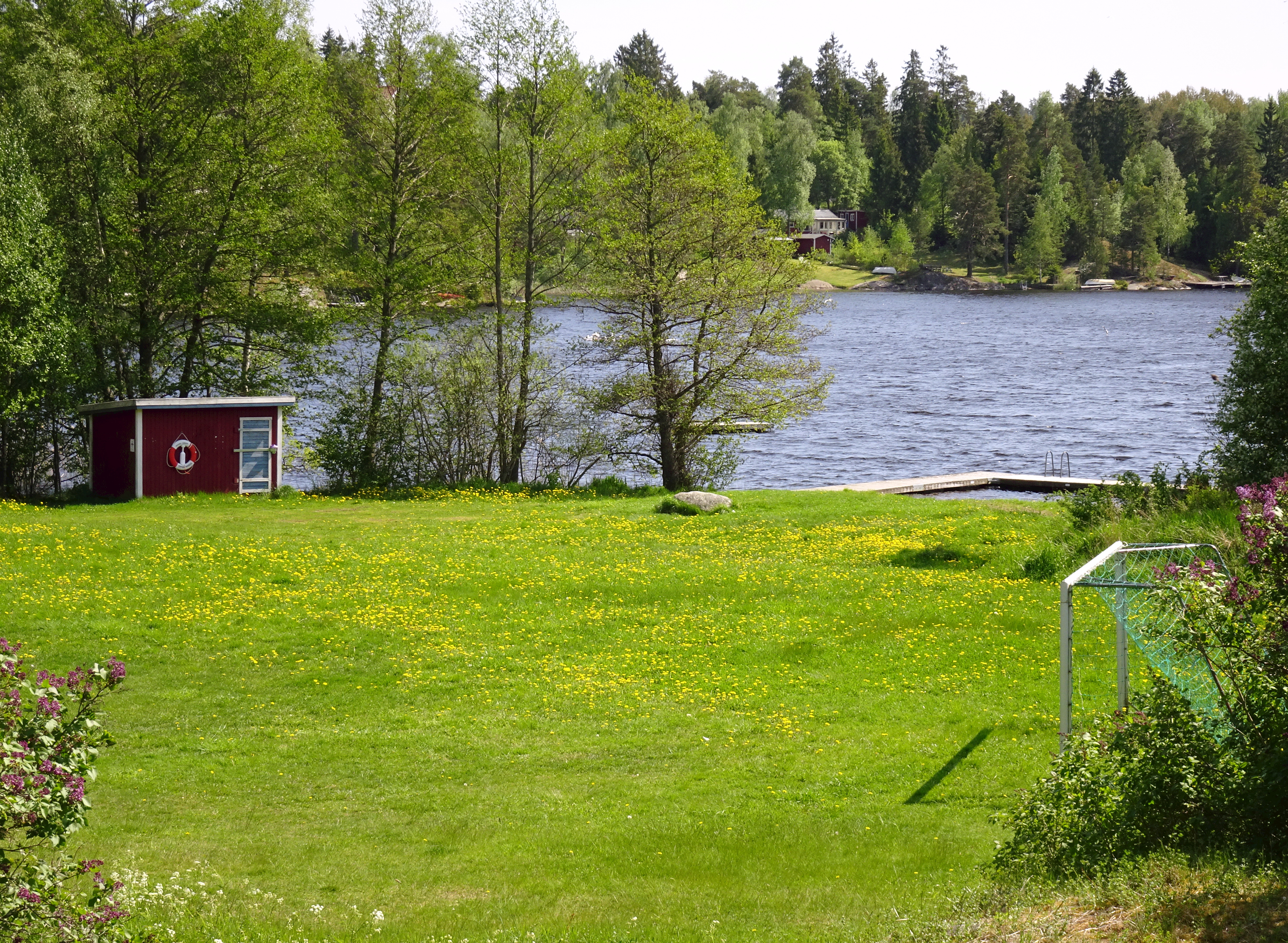
Nyboviks badplats
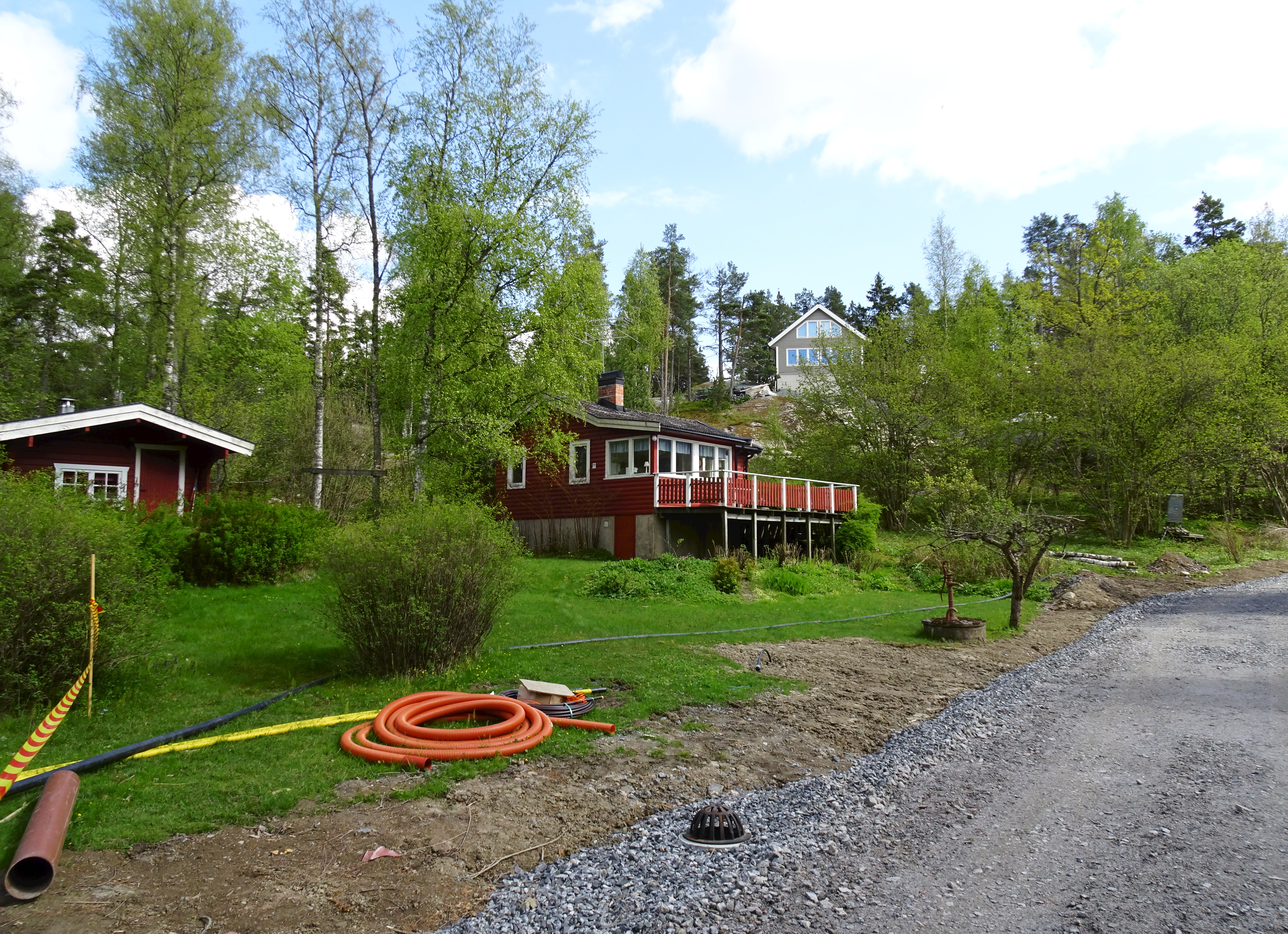
Gruvvägen
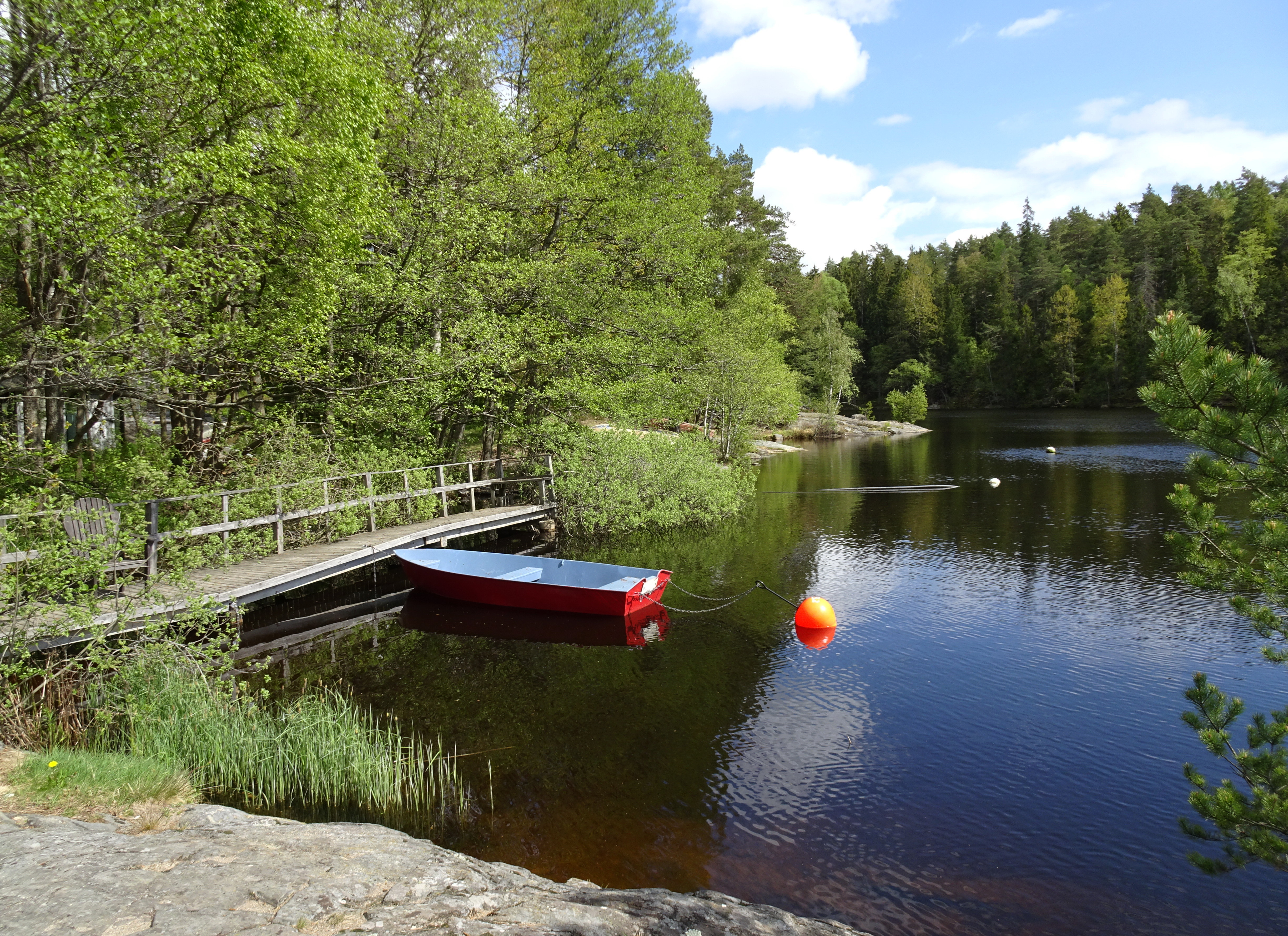
Kvarnsjön
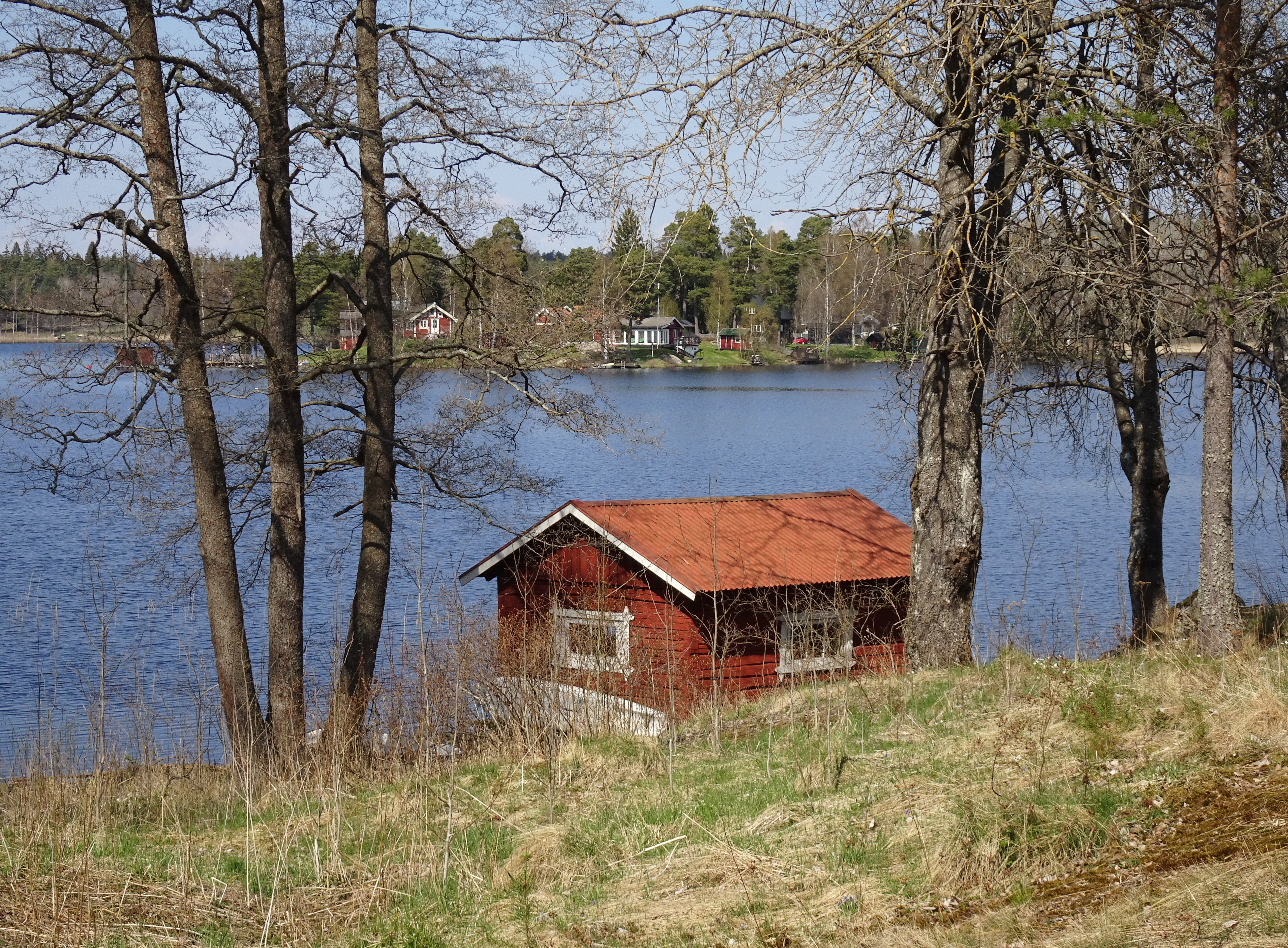
Vy från Nytorp mot Hästvreten

## Befolkningsutveckling
| Befolkningsutvecklingen i Gladö kvarn 1990–2020                                                               | Befolkningsutvecklingen i Gladö kvarn 1990–2020 | Befolkningsutvecklingen i Gladö kvarn 1990–2020 | Befolkningsutvecklingen i Gladö kvarn 1990–2020 | Befolkningsutvecklingen i Gladö kvarn 1990–2020 |
| --- | ----------------------------------------------- | ----------------------------------------------- | ----------------------------------------------- | ----------------------------------------------- |
| |                                                 |                                                 |                                                 |                                                 |
| År |                                                 |                                                 | Folkmängd                                       | Areal (ha)                                      |
| 1990 | 1990                                            |                                                 | 122                                             | 85#                                             |
| 1995 | 1995                                            |                                                 | 208                                             | 112#                                            |
| 2000 | 2000                                            |                                                 | 360                                             | 110#                                            |
| 2005 | 2005                                            |                                                 | 438                                             | 110                                             |
| 2010 | 2010                                            |                                                 | 539                                             | 110                                             |
| 2015 | 2015                                            |                                                 | 640                                             | 141                                             |
| 2020 | 2020                                            |                                                 | 772                                             | 142                                             |
| Anm.: Ny tätort 2005 (räknades tidigare som småort på grund av för hög andel fritidsbebyggelse) # Som småort. |                                                 |                                                 |                                                 |                                                 |